# Desmodium ormocarpoides
Desmodium ormocarpoides är en ärtväxtart som beskrevs av Dc. Desmodium ormocarpoides ingår i släktet Desmodium och familjen ärtväxter. Inga underarter finns listade i Catalogue of Life.